# Marianne Díaz Hernández
Marianne Díaz Hernández (Altagracia de Orituco, 4 de junho de 1985) é uma escritora, advogada e ativista pelos direitos humanos venezuelana.

## Percurso
É advogada formada pela Universidade de Carabobo e foi professora de pós-graduação na Universidade Católica Andrés Bello  . É também ativista de direitos digitais, pesquisadora em direitos humanos e internet e membra do Creative Commons Venezuela e do Global Voices, tendo integrado o conselho de administração desta organização entre 2018 e 2019 como representante da comunidade voluntária.  Marianne também foi premiada por seus livros de ficção. 
Marianne promove a campanha #WhyID na organização de defesa dos direitos digitais Access Now.  Seu trabalho se concentra principalmente em questões relacionadas à liberdade de expressão on-line, privacidade, filtragem da Web, infraestrutura da Internet e segurança digital. Ela fundou a ONG de direitos digitais Acceso Libre, uma organização voluntária que documenta ameaças aos direitos humanos no ambiente on-line na Venezuela.
Como autora, publicou seu primeiro livro de contos em 2007, depois de ganhar o Concurso para Obras de Autores Inéditos da Monte Ávila Editores. Posteriormente, publicou o livro de contos "Aviones de papel". Em 2011, resultou ganhadora da I Bienal Nacional de Literatura Gustavo Pereira com seu livro “Historias de mujeres perversas”, publicado em 2013 pela editoria El perro y la rana.

## Reconhecimentos e prêmios
- “Global Leader of Digital Human Rights” (2022)[10]
- “Heroes de los Derechos Humanos” (2019)[11][12]
- Ganhadora do Concurso para Autores Inéditos da Monte Ávila Editores em 2007 com o livro Cuentos en el Espejo[13]
- Ganhadora da I Bienal Gustavo Pereira, com o livro Histórias de mulheres perversas (I Bienal Gustavo Pereira, 2013)[14][15]

## Outras publicações
- Cuentos en el espejo, 2008, Monte Ávila Editores.
- Aviones de Papel, 2011, Monte Ávila Editores.[16]
- Historias de mujeres perversas, 2013, Editora El perro y la rana.[17]
- Documenting Internet blocking in Venezuela, 2014, Digital Rights LAC.[18]
- Telecommunications and Internet Access Sector: Latin America. Report to the Special Rapporteur on the Protection and Promotion of the Right to Freedom of Expression of the United Nations, 2016, ONG Derechos Digitales.[19]
- Retenção de dados e registro de telefones celulares: Chile no contexto Latinoamericano, 2017, ONG Derechos Digitales.[20]
- Políticas públicas para o acesso a internet na Venezuela: Investimento, infraestrutura e o direito ao acesso entre os anos 2000-2017, 2018, ONG Derechos Digitales.[21]
- O corpo como dado, 2018, ONG Derechos Digitales.[22]
- Discurso de ódio na América Latina: Tendências de regulação, o papel de intermediários e riscos para a liberdade de expressão, 2020, ONG Derechos Digitales.[23]
- Sistemas de identidade e proteção social na Venezuela e na Bolívia: Impactos de gênero e outras desigualdades, em coautoría com Jamila Venturini, 2021, ONG Derechos Digitales.[24]
- Memes para sobreviver ao apocalipse, 2021, ONG Derechos Digitales.[25]
- O retorno do autoritarismo digital: apagões da Internet em 2021, em coautoría com Felicia Anthonio. 2022, Access Now.[26]